# Apáca-fütyülőlúd

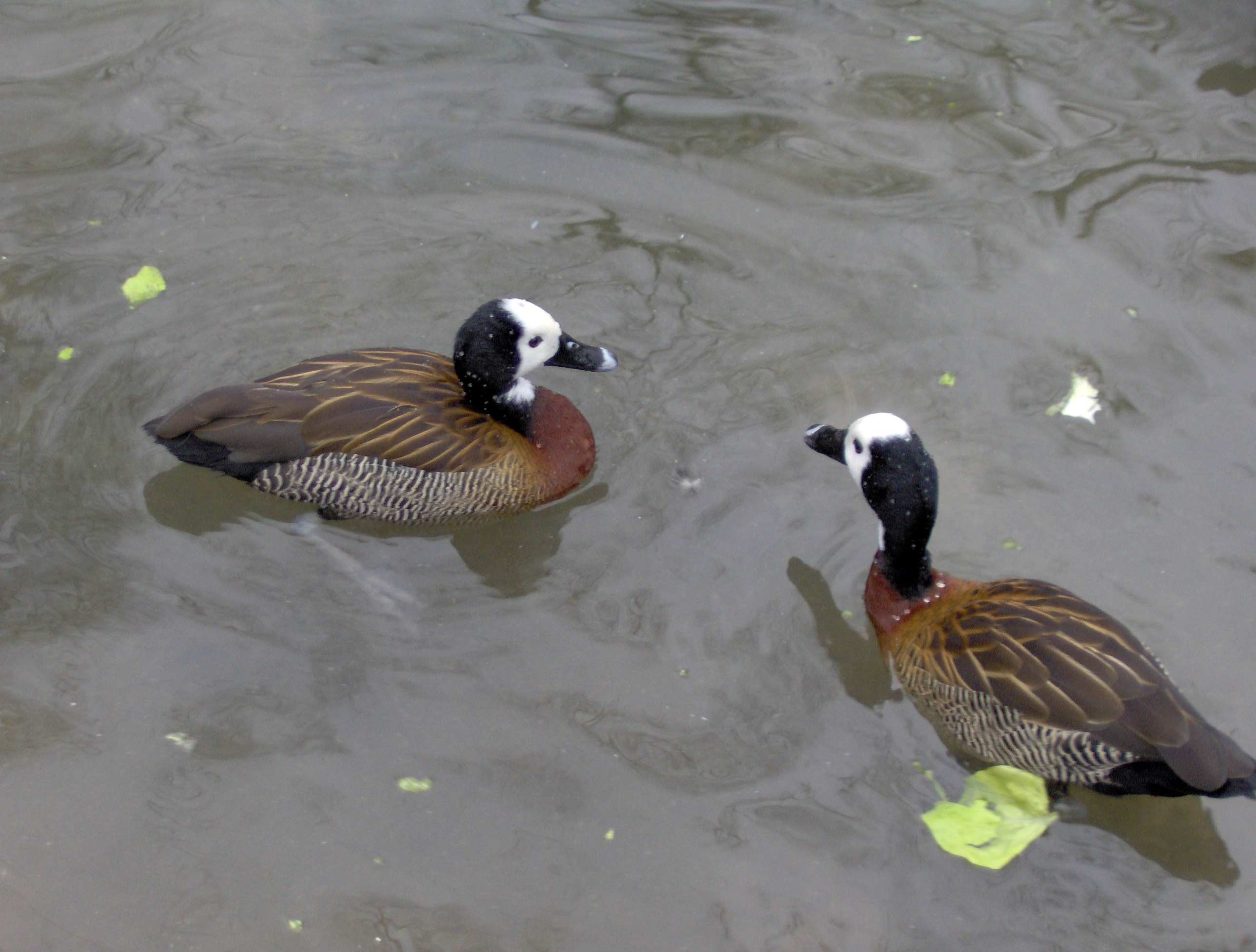
Apáca-fütyülőludak

Az apáca-fütyülőlúd (Dendrocygna viduata) a lúdalakúak (Anseriformes) rendjébe, ezen belül a récefélék (Anatidae) családjába és a fütyülőludak (Dendrocygninae) alcsaládjába tartozó faj.

## Előfordulása
Afrika és Dél-Amerika nagy részén előfordul. Mivel nem tudunk arról, hogy átrepülné az Atlanti-óceánt, a két populáció kialakulásáról több elmélet született. Valószínű, hogy a faj korábban Európában és Észak-Amerikában is előfordult, kóborló egyedei ez utóbbi kontintensen fel-felbukkannak ma is.
Afrikán kívül előfordul Madagaszkáron és a Comore-szigeteken is.

## Megjelenése
Az apáca-fütyülőlúd nevét fejének színezetéről kapta: nyaka, feje hátoldala és farka fekete, arca viszont fehér. Csőre és úszóhártyás lába nászidőszakban világoskékek (egyébként lába szürkés, csőre pedig fekete, csak a hegye kék), begye rozsdaszínű, hátoldala szürkésbarna, hasa pedig szürke-fehér csíkozású „kendermagos”. Kiállása feltűnően peckes, ami viszonylag hosszú lábának és nyakának köszönhető.
Testhossza 43–48 centiméter, tömege 502–820 gramm. A nemek hasonlóak, bár a hímek némileg kisebbek a nőstényeknél.
Hangja a többi fütyülőlúdhoz hasonlóan jellegzetes, három hangból álló dallamos fütty.
|  |  |

## Életmódja
Mivel a trópusokon él, állandó madár. Többnyire a nagyobb nyílt vízfelületekhez kötődik. A récefélékhez illően élete a vízhez kötődik, itt keresi a vízben úszva és búvárkodva táplálékát. Növényi részekkel, magvakkal, kisebb gerinctelenekkel, olykor gyümölcsökkel táplálkozik.

## Szaporodása

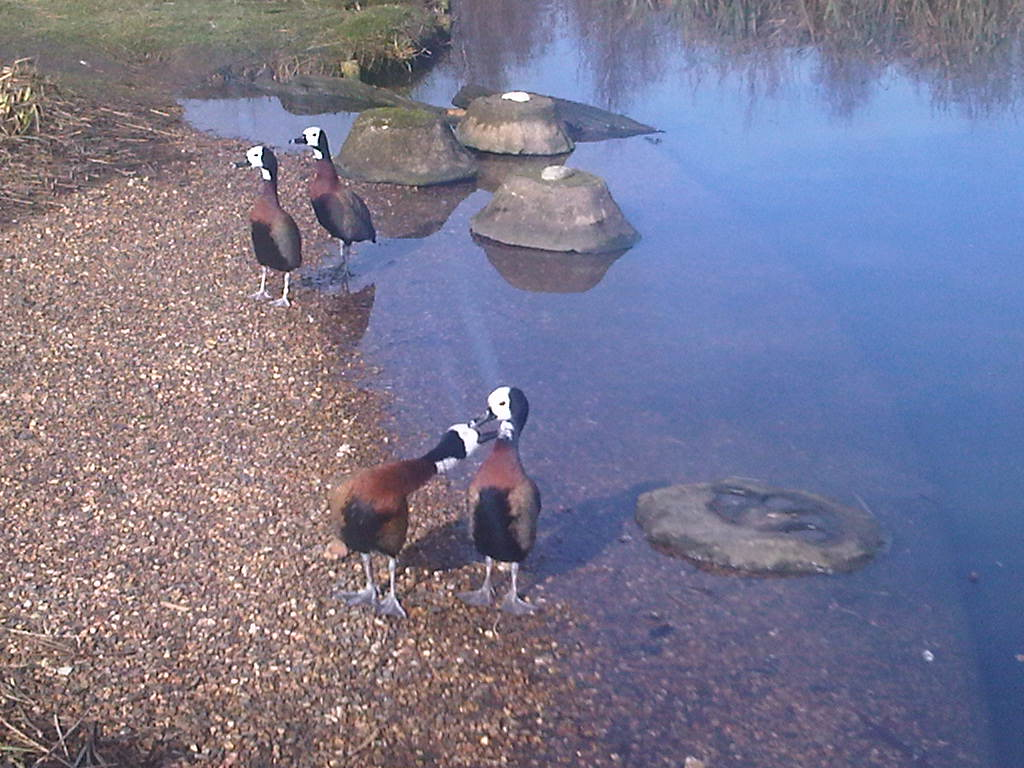
Apáca-fütyülőlúdak

A költési időszak többnyire az esős évszakra esik. A fészek többnyire fűből és gyökerekből épül, sokszor fákon vagy azok gyökerei között. (A fán fészkelés szokása miatt a fütyülőludakat az angol nyelvben olykor tree duck fán élő kacsa névvel illetik.) Az apáca-fütyülőlúd tojói átlagosan 10 (a fészekalj mérete 4–16 tojás között változhat), krémszínű, rózsaszínes árnyalatú tojást raknak, melyek 26–28 napos kotlás után kelnek ki. Az olajbarna-zöldesfekete, krémszínnel pettyezett hátú, hasoldalukon fakósárga pelyhes fiókák fészekhagyók, és rögtön kikelésük után követik anyjukat. Nyolc hét után hagyják el szüleiket.

## Védettsége
Az apáca-fütyülőlúd szerepel a CITES III. függelékében, felvételét Ghána, később Honduras kérvényezte. A Természetvédelmi Világszövetség jó kilátásúnak tekinti a fajt.